# Fabronidium guatemaliense
Fabronidium guatemaliense är en bladmossart som beskrevs av William Russell Buck 1981. Fabronidium guatemaliense ingår i släktet Fabronidium och familjen Leskeaceae. Inga underarter finns listade i Catalogue of Life.